# Colonia San José (La Pampa)
Colonia San José es una localidad de la provincia de La Pampa, Argentina. Pertenece al departamento Quemú Quemú y es parte del municipio de Colonia Barón.

## Historia
En el año 1907 llega procedente de Coronel Suárez, provincia de Buenos Aires, el Sr. José Schwab con su hija Margarita, su yerno Juan Beratz, su hijo José Schwab casado con Eva Ullman y un cuñado, Esteban Herlein. Son los pioneros del asentamiento alemán que luego dará origen a San José. Al año siguiente (1908) Cristóbal Dietrich y Jacobo Kistner se asientan también en el lugar y luego de dos asambleas de vecinos deciden fundar la colonia. 
Fue fundada como colonia de alemanes del Volga el 19 de julio de 1910, en las tierras adquiridas por Cristóbal Dietrich y Jacobo Kistner a Wilfred Baron. En los 62 solares asignados a la planta urbana y en los 62 destinados a quintas y pequeñas chacras, se afincaron inicialmente 56 familias con 22 propietarios. La primera capilla fue inaugurada en 1912 y el 31 de octubre de 1926 se bendijo la piedra fundamental para inaugurar la segunda capilla el 8 de mayo. La misma cuenta con una nave central de mármol de carrara y fue declarada monumento histórico provincial el 12 de agosto de 1983.
```
Desde sus comienzos comenzó a dictar clases la escuela alemana y desde el 19 de julio de 1914 comenzó a funcionar la escuela nacional número 23. El 31 de diciembre de 1927 se creó la oficina del Registro Civil y el 28 de noviembre de 1932, la Comisión de Fomento. Fue entonces cuando San José terminó de depender administrativamente de 
Colonia Barón
.
```

Esta colonia también recibió alemanes del mar Negro. Los alemanes siempre mantuvieron un gran orden en todo, algo que incluso puede verse en el cementerio del lugar. El mismo está dividido por un camino central: de un lado están sepultados los alemanes del Volga y sus descendientes, y del otro lado están sepultados los alemanes del mar Negro con los suyos, particularidad que facilita cualquier tipo de búsqueda que se quiera hacer.
Desde 1940 su población comenzó a mermar producto de la emigración de su gente a las ciudades y hoy apenas viven algunas personas allí.

## Población
Cuenta con 32 habitantes (Indec, 2010), lo que representa un descenso del 29% frente a los 45 habitantes (Indec, 2001) del censo anterior.
| Gráfica de evolución demográfica de Colonia San José entre 1991 y 2010 |
|                                                                        |
| Fuente: censos nacionales del INDEC                                    |